# Sipitang
Sipitang is een plaats en gemeente (majlis daerah; district council) in de Maleisische deelstaat Sabah.
Sipitang is de hoofdplaats van het gelijknamige district.